# همفری (آرکانزاس)
همفری (آرکانزاس) (به انگلیسی: Humphrey, Arkansas) یک شهر در ایالات متحده آمریکا با جمعیت ۵۵۷ نفر است که در آرکانزاس واقع شده‌است.

## موقعیت جغرافیایی
موقعیت جغرافیایی شهرها و مناطق اطراف به شرح زیر است: